# Кузнецов, Геннадий Андреевич
Геннадий Андреевич Кузнецов (10 марта 1948, Москва — 8 сентября 2021) — полковник КГБ СССР, первый командир 13-й (Краснодарской) группы «А», ныне Краснодарского отделения управления «А» ЦСН ФСБ РФ («Альфа — Краснодар». Председатель ветеранской ассоциации «Альфа — Краснодар».

## Биография
Родился 10 марта 1948 года в Москве. После окончания 9 классов школы в 1964 году устроился работать на Московский завод малолитражных автомобилей («Москвич»), позже окончил школу рабочей молодёжи № 112. В 1967 году поступил в Московский институт физической культуры, окончив его в 1971 году. В 1967 году также был учеником токаря на Карачаровском ремонтно-машиностроительном заводе.
В 1971 году призван в армию, проходил службу в ВДВ, был командиром парашютно-десантного взвода, демобилизован в звании лейтенанта. В 1973 году устроился работать тренером по тяжелой атлетике во Дворце спорта МГС ДСО «Труд». 
Через год был приглашён на работу в КГБ СССР и включён в первый состав из 30 человек группы «А» Седьмого управления КГБ СССР («Альфа»). В 1977 году направлен в Балашиху на семимесячные Курсы усовершенствования офицерского состава (КУОС), где курсанты изучали иностранные языки, ведя оперативную и юридическую подготовку; окончил КУОС в 1978 году.
В 1979 году участвовал в операции «Шторм-333» в составе группы «Гром» под командованием В. П. Емышева, был ранен тяжело в бедро. Награждён орденом Красного Знамени за участие в операции; позже неоднократно выезжал в Афганистан на «боевую стажировку», где руководил новобранцами группы «А». 
В марте 1990 года приказом Председателя КГБ СССР назначен командиром 13-й группы «А» в Краснодаре — первым командиром краснодарской «Альфы». В 1992 году провёл свою последнюю операцию как командир Краснодарской «Альфы», выехав в Осетию для обезвреживания преступной группы, захватившей автобус с пассажирами. С 1995 по 2002 год — председатель краевой общественной организации «Ассоциация ветеранов подразделения антитеррора «Альфа-Краснодар».
После увольнения возглавил силовой блок Налоговой полиции РФ по Краснодарскому краю. В отставке с 2001 года в звании полковника. Отмечен рядом государственных и ведомственных наград. 6 мая 2006 года был назначен исполнительным директором службы безопасности ОАО «АвтоВАЗ».
С супругой в браке с 1971 года, жена — главный эксперт научно-исследовательского института стандартизации, занималась сертификацией гостиниц по «звездочным» категориям. Сын — кандидат технических наук.
Скончался 8 сентября 2021 года.